# Karl Friedrich von Flotow

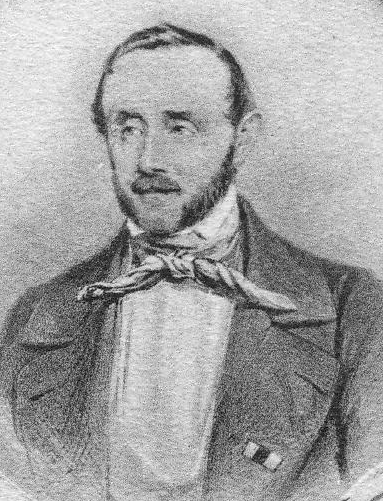
Karl Friedrich Theodor von Flotow (1791–1871)

Karl Friedrich Theodor von Flotow (* 9. November 1791 in Pritzwalk; † 9. Februar 1871 in Berlin) war ein preußischer Generalmajor und Kommandeur der 3. Kavallerie-Brigade.

## Leben

### Herkunft
Karl Friedrich war der Sohn von Adam Ernst von Flotow (1761–1846) und dessen Ehefrau Albertine Johanna Sophie Juliane Elisabeth, geborene von Platen (1770–1846). Sein Vater war Premierleutnant a. D., zuletzt im Kürassier-Regiment Nr. 2 sowie Herr auf Mesendorf und Stiftshauptmann des Klosters Stift zum Heiligengrabe.

### Militärkarriere
Flotow trat am 1. September 1804 als Gefreitenkorporal in das Infanterieregiment „von Moellendorf“ der Preußischen Armee ein, war aber zunächst dienstbefreit. Vom 7. September 1805 bis zum 29. August 1808 besuchte er als Zögling 824 das Alumnat der Ritterakademie in Brandenburg an der Havel und kam am 1. April 1809 als Portepeefähnrich in das Brandenburgische Kürassier-Regiment. Wegen seines gut bestandenen Examens wurde er am 14. August 1809 zum Sekondeleutnant mit Patent vom 9. Dezember 1807 befördert. Während der Befreiungskriege kämpfte er bei Großgörschen, Dresden, Kulm, erhielt für das Gefecht bei Liebertwolkwitz den Orden des Heiligen Wladimir IV. Klasse und für Leipzig das Eiserne Kreuz II. Klasse. Flotow nahm auch an den Schlachten bei Laon und Paris sowie den Gefechten bei Champaubert, Sézanne, Gué à Trême, Oulchy-le-Château und Claye teil. Am 6. Januar 1814 wurde er in die Adjutantur versetzt und avancierte bis Juli 1815 zum Rittmeister.
Im Jahr 1816 bekam er den St. Johanniter-Orden. Am 30. März 1821 wurde Flotow Major mit Patent vom 7. April 1821 und als Adjutant der 8. Kavallerie-Brigade nach Erfurt versetzt. Daran schloss sich ab dem 30. März 1827 eine Verwendung als Adjutant beim Generalkommando des VIII. Armee-Korps in Koblenz an. Im Jahr 1830 wurde er mit dem Dienstkreuz ausgezeichnet und am 30. März 1834 dem 7. Kürassier-Regiment aggregiert. Am 30. März 1835 wurde Flotow zunächst mit der Führung des 7. Ulanen-Regiments beauftragt und ein Jahr später unter Beförderung zum Oberstleutnant zum Regimentskommandeur ernannt. In dieser Stellung stieg Flotow am 30. März 1838 zum Oberst auf. Am 22. März 1843 wurde er als Kommandeur der 3. Kavallerie-Brigade nach Stettin versetzt und am 30. März 1844 zum Generalmajor befördert. Am 16. September 1845 wurde Flotow mit dem Roten Adlerorden II. Klasse mit Eichenlaub ausgezeichnet, bevor man ihn am 5. März 1845 mit Pension zur Disposition stellte.
Nach seiner Verabschiedung verlieh König Wilhelm I. Flotow am 22. März 1862 den Kronenorden II. Klasse. Er starb am 9. Februar 1871 in Berlin und seine Leiche wurde am 12. Februar 1871 zur Beisetzung nach Angern überführt.

### Familie
Flotow heiratete am 29. Juni 1822 in Angern Auguste Luise Adolfine von Cramm (1793–1854) aus dem Haus Völkersheim, Witwe des Grafen Friedrich von der Schulenburg (1769–1821). 
- Maria (1823–1889) ⚭ 1846 Wilhelm von Bismarck-Briest (1803–1877), Mitglied des Reichstages
- Ernst (1825–1870), preußischer Major, gefallen bei Corbeil
- Klara (1826–1871)
- Franz (1828–1888), preußischer Oberst a. D.
- Elisabeth (1830–1900)

⚭ Bernhard von Schweinichen (†), preußischer Leutnant
⚭ 1857 Egmont Hagedorn (1815–1890), Kaufmann in Eilbeck